# Paul de Benoist
Pour les articles homonymes, voir Benoist.
 (avril 2025).
La mise en forme du texte ne suit pas les recommandations de Wikipédia : il faut le « wikifier ».
Les points d'amélioration suivants sont les cas les plus fréquents :
- Les titres sont pré-formatés par le logiciel. Ils ne sont ni en capitales, ni en gras.
- Le texte ne doit pas être écrit en capitales (les noms de famille non plus), ni en gras, ni en italique, ni en « petit »…
- Le gras n'est utilisé que pour surligner le titre de l'article dans l'introduction, une seule fois.
- L'italique est rarement utilisé : mots en langue étrangère, titres d'œuvres, noms de bateaux, etc.
- Les citations ne sont pas en italique mais en corps de texte normal. Elles sont entourées par des guillemets français : « et ».
- Les listes à puces sont à éviter, des paragraphes rédigés étant largement préférés. Les tableaux sont à réserver à la présentation de données structurées (résultats, etc.).
- Les appels de note de bas de page (petits chiffres en exposant, introduits par l'outil «  Source ») sont à placer entre la fin de phrase et le point final[comme ça].
- Les liens internes (vers d'autres articles de Wikipédia) sont à choisir avec parcimonie. Créez des liens vers des articles approfondissant le sujet. Les termes génériques sans rapport avec le sujet sont à éviter, ainsi que les répétitions de liens vers un même terme.
- Les liens externes sont à placer uniquement dans une section « Liens externes », à la fin de l'article. Ces liens sont à choisir avec parcimonie suivant les règles définies. Si un lien sert de source à l'article, son insertion dans le texte est à faire par les notes de bas de page.
- La présentation des références doit suivre les conventions bibliographiques. Il est recommandé d'utiliser les modèles {{Ouvrage}}, {{Chapitre}}, {{Article}}, {{Lien web}} et/ou {{Bibliographie}}. Le mode d'édition visuel peut mettre en forme automatiquement les références.
- Insérer une infobox (cadre d'informations à droite) n'est pas obligatoire pour parachever la mise en page.

Pour une aide détaillée, merci de consulter Aide:Wikification.
Si vous pensez que ces points ont été résolus, vous pouvez retirer ce bandeau et améliorer la mise en forme d'un autre article.
 (avril 2025).
Motif : Sources obsolètes, généalogiques, mentions brèves - pas certain que l'admissibilité soit démontrée
- Archive Wikiwix
- Bing
- Cairn
- DuckDuckGo
- E. Universalis
- Gallica
- Google
- G. Books
- G. News
- G. Scholar
- Persée
- Qwant
- (zh) Baidu
- (ru) Yandex
- (wd) trouver des œuvres sur Wikidata

| 1. | Préciser le motif de la pose du bandeau. | Précisez le motif de la pose du bandeau en utilisant la syntaxe suivante : {{admissibilité à vérifier\|date=mai 2025\|motif=remplacez ce texte par le motif}}                        |
| 2. | Informer les utilisateurs concernés.     | Pensez à avertir le créateur de l'article, par exemple, en insérant le code ci-dessous sur sa page de discussion : {{subst:avertissement admissibilité à vérifier\|Paul de Benoist}} |

Arthur Marie Paul de Benoist (né le 8 juillet 1844 à Waly, mort le 18 avril 1929 à La Membrolle-sur-Choisille, en Indre-et-Loire) est un général français sous la IIIe République, commandeur de la Légion d'honneur.
Paul est le cinquième des six fils de Victor Louis, baron de Benoist, député de Verdun sous le Second Empire et le frère des généraux Henri (1839-1899) et Jules (1842-1904). Son grand frère Albert devient également député de la Meuse.

## Biographie
Paul de Benoist intègre Saint Cyr le 7 novembre 1862 et choisit la cavalerie. Plus jeune colonel de France au 11 juillet 1889, il fait les frais de la rivalité naissante entre l'église et l'Etat. Pour ne pas avoir invité le préfet du Nord Viel Durand, hostile au catholicisme, à une fête du 19e régiment de chasseurs en 1892, il se voit infligé quinze jours d'arrêts de rigueur par le général Loizillon. Contrairement à ce qu'écrit le journal La Croix, cette affaire va avoir des conséquences sur toute sa carrière.
Nommé général de brigade de cavalerie le 11 juillet 1895, il est stoppé à ce grade et fiché par le gouvernement Combes. Il dirige la 1ere brigade de chasseurs de la 3e division de cavalerie le 11 juillet 1895, la brigade de cavalerie du 6e corps le 10 juillet 1896, la brigade de cavalerie du 20e corps le 23 février 1898 à Nancy puis la 70e brigade d'infanterie à Bordeaux le 30 décembre 1902. Cette dernière nommination dans l'infanterie ressemble à une punition du gouvernement Combes. Il dirige ensuite les brigades de cavalerie du 17e corps en 1905 puis celle du 16e corps.
Après le conflit de 1870, il aurait étudié les armées allemandes et autrichiennes (1878).
En 1872, outré par la lecture d'un article sur la Guerre franco prusienne de 1870, il frappe le rédacteur en chef de « l'Indépendance de l'Est » l'ayant vainement attendu pour un duel. Ce fait divers a probablement un aspect politique avec la mise en cause du Second Empire et personnel puisque son père Victor Louis est député bonapartiste de la Meuse.
Sa hiérarchie militaire dit de lui :
« Bon tireur. Il a tout ce qu'il faut pour faire un très bon instructeur de tirs ». (sous lieutenant d'instruction à Saumur)
« Officier complet, commande avec tact, calme et fermeté ». (régiment de dragons, 1873)
« Très intelligent et très travailleur. Il a beaucoup d'amour propre et fera tout ce qu'il faudra faire pour être à la hauteur de tout ce qu'on voudra le charger. (major)
« Se distingue par son savoir et son coup d'oeil ». (1878)
Froid avec ses égaux, il est ambitieux, intelligent avec de la tenue.

## Décorations
Officier de la Légion d'honneur le 29 décembre 1896
Commandeur de la Légion d'honneur le 12 juillet 1906
Médaille commémorative de la guerre de 1870-1871
Grand croix de Saint Stanislas de Russie
Grand Croix de Sainte Anne de Russie
Grand Officier de l'Aigle Blanc de Serbie
Grand Officier du Nicham Iftikar

## Publications
-Historique du 19e régiment de chasseurs, Lille, Danel, 1893
-Passage des cours d'eau par la cavalerie, Edition Chapelot, Paris, 1899
-Le pigeon voyageur dans le service d'exploration, Edition Chapelot, Paris, 1900

## Blason de famille
- Armes : Ecartelé aux 1 et 4 d'azur, à la bande d'or, accompagnée en chef d'une étoile à six raies d'or et d'un croissant du même en pointe; aux 2 et 3 d'argent, chargé de fleurs de lys d'azur sans nombre.
- Supports : Deux lions d'or au naturel, tenant chacun une bandrole: celle de dextre aux armes des 1 et 4e quartiers; celle de sénestre aux armes des 2 et 3e quartiers.
- Timbre : Couronne des Pays-Bas autrichiens: tortil de baron portant des perles sur le bord, sans tiges.

## Hommage
Le monument aux morts de Brouvelieures de la guerre de 1870 a été inauguré par Paul de Benoist et porte son nom (1898).
Un type de rose porte le nom de « Madame la générale Paul de Benoist ».